# Вьяле
Вьяле (итал. Viale) — коммуна в Италии, располагается в регионе Пьемонт, в провинции Асти.
Население составляет 282 человека (2008 г.), плотность населения составляет 71 чел./км². Занимает площадь 4 км². Почтовый индекс — 14014. Телефонный код — 0141.
Покровителем населённого пункта считается святой San Rocco.

## Демография
Динамика населения:

## Администрация коммуны
- Официальный сайт: